# NGC 5382
NGC 5382 ist eine linsenförmige Galaxie vom Hubble-Typ S0  im Sternbild Jungfrau und etwa 192 Millionen Lichtjahre von der Milchstraße entfernt.
Sie wurde am 29. April 1786 von Wilhelm Herschel mit einem 18,7-Zoll-Spiegelteleskop entdeckt, der sie dabei mit „Two. Both vF, vS, resolvable“ beschrieb. Die zweite genannte Galaxie ist NGC 5386.